# Bernhard Hagemann
Bernhard Hagemann (* 11. Januar 1956 in Bad Reichenhall) ist ein deutscher Fotograf und Schriftsteller.
Bernhard Hagemann wuchs im Chiemgau auf und begann mit seinem zwölften Lebensjahr zu fotografieren. Nach kurzen Assistenzen in München begann er 1980 die Fotografie zu seinem Beruf zu machen. Nebenher schrieb er zahlreiche Kurzgeschichten und veröffentlichte 1992 seinen ersten Kinderroman Paul, Dreiviertelsommer mit Hund. Seither entstanden zahlreiche Kinder- und Jugendbücher für verschiedene Verlage sowie Kurzgeschichten für Anthologien. Er lebt in Uffing (Landkreis Garmisch-Partenkirchen).
Viel Beachtung fanden seine beiden skurrilen Bilderbücher für Erwachsene Heinrichs Welt mit Friedrich Wollweber (Mitteldeutscher Verlag, 2007) und Gerda mit Petra Zieser (Mitteldeutscher Verlag, 2009), die für den Deutschen Fotobuchpreis nominiert wurden.
Seine Fotografien wurden bisher in zahlreichen Ausstellungen gezeigt, unter anderem 2013 in der Eröffnungsausstellung „Au bazar du genre“ des MuCEM in Marseille.

## Bücher
Kinder- und Jugendbücher
- Paul, Dreiviertelsommer mit Hund (rororo,  Reinbek 1992)
- Der kleine Hinz (Elefanten Press, Berlin 1994)
- Mensch Meyer, der Erste (Elefanten Press, Berlin 1995)
- Kleiner Mann des Lichts (Elefanten Press, Berlin 1997)
- Charlie du Blindekuh (Ravensburger, Ravensburg 1997)
- Johnny Schweigsam (Elefanten Press, Berlin 1998)
- Die Babysitter-Katastrophe (Ravensburger, Ravensburg 1998)
- Wie lange noch? (Ravensburger, Ravensburg 1999)
- Mit Vollgas in die Kurve (Ravensburger, Ravensburg 1999)
- Sophie im Sammelfieber (Ravensburger, Ravensburg 1999)
- Bert und die fliegende Jacke (dtv, München 2000)
- Familie Hinz und das Außertierische (Elefanten Press, München 2000)
- Champions für einen Tag (Ravensburger, Ravensburg 2001)
- Ein verrückter Umzug (Ravensburger, Ravensburg 2001)
- Johnny schweigt (Langenscheidt, München 2002)
- Das Pizza-Orakel (dtv, München 2003)
- Jakob und Mara (dtv, München 2003)
- Spaghetti mit Himbeereis (Ravensburger, Ravensburg 2003)
- Fahnendiebe im Zeltlager (Ravensburger, Ravensburg 2003)
- Lasagne für Luis Lagerfeld (Ravensburger, Ravensburg 2005)
- Potzblitz Piraten (Ravensburger, Ravensburg 2005)
- Superstar gesucht (Ravensburger, Ravensburg 2005)
- Emil und der neue Tacho (Duden, Mannheim 2006)
- Sarah und der Findekompass (Duden, Mannheim 2006)
- Fußball ist nicht alles (Ravensburger, Ravensburg 2006)
- Foul Play, Falsches Spiel (Langenscheidt, München 2006)
- Der kleine Hinz 1-3 (Altberliner, München 2006)
- Nelly, die Piratentocher (Duden, Mannheim 2007)
- Guitar Solo, Gitarrensolo (Langenscheidt, München 2007)
- Caught in the same boat, Gefangen im selben Boot (Langenscheidt, München 2007)
- Mein Leben in Kaff-City (Ravensburger, Ravensburg 2009)
- The Treasure of Malta, Der Schatz von Malta – gemeinsam mit Friedrich Wollweber (Langenscheidt, München 2009)
- Nelly und der Piratenschatz (Duden, Mannheim 2009)
- Dognapping, Hundeentführung – gemeinsam mit Friedrich Wollweber (Langenscheidt, München 2009)
- Leon stellt eine Falle (Klett, Stuttgart 2009)
- Max und der Geräuschemacher (Duden, Mannheim 2010)
- Pimp deine Eltern (mixtvision Verlag, München 2010)
- Donikkls kleine Monster, Folge 1 – Planet Donikkl – gemeinsam mit Andreas Donauer/Donikkl (Donikkl Productions Ihrlerstein 2010)
- Leguan entwischt (Duden, Mannheim 2011)
- Darkland, Dunkelland (Langenscheidt, München 2011)
- Piratengeschichten (Duden, Mannheim 2012)
- Emilia im Baum (Ravensburger, Ravensburg 2014)
- Patenkuh Polly (Random House, München 2015)
- Emma und die Weihnachtsväter (Random House, München 2018)

Belletristik
- Die Pensionsspiele von Oberammergau (Morisken Verlag, München 2020)

Bildbände
- Heinrichs Welt (Mitteldeutscher Verlag, Halle 2007)
- Gerda (Mitteldeutscher Verlag, Halle 2009)

## Hörspiel
- Der Weihnachtsfred (HR 2010)

## Bühne
- Schulz und Zieser (Bar jeder Vernunft 1995, mit Ilona Schulz und Petra Zieser)